# 審計學
审计（英語：auditing）是對資料作出證據搜集及分析，以評估企業財務狀況，然後就資料及一般公認準則之間的相關程度作出結論及報告。審計就有關經濟活動及事件之聲明主張，與有關之既定準則之相符程度，以有系統的方式客觀地蒐集並評估相關證據，作為審定相符程度之依據，並將審核結果傳達予利害關係人。:5進行審計的人員必需有獨立性及具相關專業知識。審計準則公報由於各國之情形及需求不同，各國之審計準則公報常有差異。:2常見的財務審計有以下四種：
- 運作審計（作業審計）：檢討組織的運作程序及方法以評估其效率及效益。
- 履行審計（遵行審計）：評估組織是否遵守由更高權力機構所訂的程序、守則或規條。
- 財務報表審計：亦稱為核数、查核、查帳，評估企業或團體的財務報表是否根據公認會計準則編製，一般由獨立會計師進行。對財務報表進行查核，蒐集充分且適當之證據，以針對財務報表之編製「是否符合一般公認會計原則，且足以允當表達」表示意見，表示意見之作業由超然獨立之會計師進行，提供與受查單位及利害關係人決策之依據。[1]:6
- 資訊科技審計：評估企業或機構的資訊系統的安全性，完整性、系統可靠性及一致性。

## 審計師人才條件
通常高效率的審計 （页面存档备份，存于）要求徹底的明白客戶的營運。所以審計師需要具備良好理解能力、抱持客觀的態度及有積極尋根究底的精神。一流的溝通技巧亦是分析及分享複雜資料所需的。要徹底的明白公司業務及行業解決疑問，表示需要人與人之間溝通技巧。為了方便審閱客戶的財務材料以進行審計工作，會計師事務所的審計人員一般需要駐在客戶公司。
會計師事務行通常雇用大學畢業生，而是否會計專業並非首要決定因素。在香港，獲雇用的非會計專業畢業生會接受短期的培訓課程，以加強會計及商業知識。

## 執業資格
大多數地區對審計報告的簽署資格均會有一定要求，並非所有會計師組織一般會員可享此法定權力。

### 中華人民共和国
在2008年以前，中华人民共和国境内的审计从业人员（包括外国注册会计师）必须在5年内通过由中国注册会计师协会主办的中国注册会计师全国统一考试的5门科目，取得全科合格证。并在拥有至少2年的审计工作经验后，才能成为中国注册会计师协会个人会员，获得签署审计报告的资格。
2008年，中国注册会计师协会先后发布《注册会计师考试制度改革工作方案（第一稿）》和《注册会计师考试制度改革工作方案（第二稿）》，就中国大陆注册会计师考试制度改革征求社会意见。根据第二稿，注册会计师考试将分为两个层级，第一个层级为“专业阶段”，在现有的“会计”、“审计”、“财务成本管理”、“税法”和“经济法”的基础上增设“公司战略与风险管理”科目。第二层级为“高级阶段”，考试科目为“综合测试”一科。同时第二稿建议进一步完善注册会计师英语水平测试制度，提出在2009年增设注册会计师英语水平测试。
2009年1月15日，中国注册会计师协会发布《注册会计师考试制度改革方案》，将注册会计师考试划分为两个阶段。第一阶段即“专业阶段”，主要测试考生是否具备注册会计师执业所需的专业知识，是否掌握基本技能和职业道德要求，设会计、审计、财务成本管理、公司战略与风险管理、经济法、税法等6科。第二阶段即“综合阶段”，主要测试考生是否具备在注册会计师执业环境中运用专业知识，保持职业价值观、职业态度与职业道德，有效解决实务问题的能力，设综合1科。考生在通过第一阶段的全部考试科目后，才能参加第二阶段的考试。两个阶段的考试，每年各举行1次。第一阶段的单科合格成绩5年有效。对在连续5年内取得第一阶段6个科目合格成绩的考生，发放专业阶段合格证。第二阶段考试科目应在取得专业阶段合格证后5年内完成。对取得第二阶段考试合格成绩的考生，发放全科合格证。

### 美國

美國的聯邦會計準則委員會標誌

除持各州會計委員會（State Accounting Board）專業證書（Certificate）外，須有執業證照（License）方可於該州執業，注意該執業證照未必能於其他州份共通，會員若須往他州執業須向該州委員會申請，大多數州份之執業證照要求為1-2年工作經驗。

### 香港
除了必須為香港會計師公會會員外，簽署者亦必須為「執業會員」，條件為須完成執業考試（Practising Certificate, PC）或專業課程（Qualification Programme, QP），並於至少四年工作經驗中有一定比例為審計工作。執業資格須每年更新，持該年執業資格者可於其CPA銜頭後加上"(Practising)"。

### 中華民國
人民經過會計師考試及格，領有會計師證書、取得會計師資格者，得充任會計師；領有會計師證書者，應設立或加入會計師事務所，並向主管機關申請執業登記及至少加入會計師事務所所在地之會計師公會成為執業會員後，始得於全國執行會計師業務；會計師公會應將所屬會員入會資料，轉送中華民國會計師公會全國聯合會（簡稱全國聯合會）辦理登錄備查。另依據規定，會計師事務所及分事務所應向全國聯合會辦理登錄，相關登錄事項由全國聯合會擬訂，報請全國聯合會本會核定。
會計師考試
會計師考試及格方式，採科別及格制，以各應試科目之成績，各滿六十分以上為及格。但國文成績達當次考試該科目，到考者之平均成績者，亦為及格。應試之會計師考試科目成績及格者，其效力自該次考試榜示之日起保留三年，各考試科目分別計算。應考人於考試科目及格成績保留期間內，再報名應考同一科目者，以最後應試成績為準。

## 審計準則
審計師在對財務報表進行審計時，必需遵守公認的審計準則。每個國家及地區均由不同組織訂立審計準則：
- 中國大陆：中國注冊會計師協會
- 香港：香港會計師公會
- 美國：美國會計師公會 (The American Institute of Certified Public Accountants)
- 英國：財務報告局 (The Financial Reporting Council)
- 日本：日本公認會計士協會
- 中華民國：財團法人會計研究發展基金會

### 中華民國
台灣之審計準則公報由財團法人會計研究發展基金會審計委員會制定，為台灣之一般公認審計準則(Generally Accepted Audit Standards - GAAS)。審計準則公報包含一般公認審計準則總綱、審計準則公報及實務指引，至2021年為止已有74號公報。

## 審計報告
會計師對於財務報表在所有重大方面是否依照適用之財務報導架構編制，形成查核意見。為形成查核意見，會計師應對是否能合理確信財務報表整體未存有導因於舞弊或錯誤之重大不實表達做成結論。
審計師(會計師)在完成審計工作後，會將發現及結果向財務報表使用者報告。審計報告闡述審計師的工作範圍、財務報表編製者（公司管理層或董事）與審計師的責任及發表審計師的結論。
當審計師認為財務報表沒有重大錯誤陳述，便會出具一份載有標準非保留意見的報告，說明財務報表公允及真實地反映了公司在結算日的財務狀況及會計期間的盈虧情況。無保留意見(unqualified opinion)，係指會計師作成財務報表在所有重大方面係依照適用之財務報導架構編製之結論，所表示之查核意見。
在以下情況審計師會出具非標準報告(修正示意見)：
- 財務報表沒有重大錯誤陳述，審計師在沒有保留意見的情況下提供額外資料，常見的情況是公司資不抵債；
- 財務報表沒有重大錯誤陳述，但審計範圍受嚴重限制，或財務報表的編制沒有遵從公認會計準則；
- 財務報表存在重大錯誤陳述；
- 審計師無法對財務報表發表意見。

保留意見：會計師已取得足夠及適切之查核證據，並認為不實表達(個別或彙總)對財務報表之影響係屬重大但並非廣泛。會計師無法取得足夠及適切之查核證據，以作為表示查核意見之基礎，但認為未偵出不實表達(如有時)對財務報表之可能影響屬重大但並非廣泛。
否定意見：會計師已取得足夠及適切之查核證據，並認為不實表達(個別或彙總)對財務報表之影響屬重大且廣泛。
無法表示意見：會計師無法足夠及適切之查核證據，認為未偵出不實表達(如有時)對財務報表之可能影響屬重大且廣泛。

## 審計驗證方法
審計人員以風險評估(risk assessment)及控制測試(tests of controls)進行審計規劃，且以證實測試辨認導因於錯誤或舞弊之重大不實表達。
風險評估
審計風險為審計人員執行審計任務時需接受某種程度之不確定性，如查核證據是否適切、受查者內部控制是否有效，以及審計完成時財務報表是否允當表達等事項之不確定性。:129審計風險(又稱查核風險)(audit risk)為財務報導存在重大不實表達時，查核人員出具不適當查核報告之風險。:132審計風險包含重大不實表達風險(risk of material misstatement)及偵查風險(detection risk)。重大不實表達風險包含固有風險(inherent risk)及控制風險(control risk)。
查核案件應取得對受查者及其經營環境之了解，就「整體報表」及「揭露事項之聲明」兩項，分別評估其重大不實表達之風險，作為審計規劃、控制測試及證實測試之依據。:54
固有風險(inherent risk)
於考量企業之內部控制前，交易類別、科目餘額或揭露事項之個別聲明，即存在不實表達風險，且該不實表達單獨或與其他不實表達合併考量時，為重大之風險。固有風險與企業環境及交易類別等因素有關，如科技發展下導致電子產品生命週期縮短，而可能導致存貨價值高估。:132
控制風險(control risk)
重大不實表達未能透過受查者之內部控制制度，及時預防、偵出或改正之風險。內部控制有先天性及成本效益之限制，企業常存在控制風險。:132
偵查風險(detection risk)
查核人員為降低查核風險至可接受之水準而執行查核程序，但未能偵出已存在之重大不實表達風險，偵查風險常隨審計程序及審計人員，引用時之效果(技巧)而發生變動。若選用不適當之審計程序、於執行時發生偏差、誤解審計之結果及採用不適當之技術等，將產生或提高偵查風險。若能適當規劃審計程序及善加督導，且嚴格遵行一般公認審計準則(GAAS)以及事務所之品質管制準則(政策)，將能大幅降低偵查風險。:132
控制測試(tests of controls)
此驗證工作針對揭露事項之聲明，就揭露事項之聲明，測試相關內部控制作業能否有效預防或偵測，且更正重大不實表達。控制測試之結果，可作為風險評估及審計規劃之依據，並影響證實測試之深度及廣度。:55控制測試針對，目的為預防、偵出並改正個別項目聲明重大不實表達之內部控制，以設計出評估企業內部控制是否有效執行之查核程序。:214
證實測試(又稱證實程序)(substantive procedure)
證實測試為設計，用以偵出個別項目聲明重大不實表達之查核程序。證實測試包含細項測試(tests of details)(包括交易類別、科目餘額及揭露事項)及證實分析性程序(substantive analytical procedures)。:216

## 審計證據的搜集
為了完成審計工作，審計師必需收集足夠的證據，通常執行的方法有如下數項：
- 检查有形资产：用於有形資產，如存貨、現金、固定資產、證券。
- 函证（Confirmation）：向对方发出询证函以证明被函证事项的存在性。適用於銀行存款、銀行貸款、應收帳款。
- 检查文件记录(Inspection)：包括發票、收據、送貨單。
- 分析程序（Analytical procedure）：以比較及關係去評估數字是否合理。
- 詢問 (Inquiry)：以書面或口頭向公司客戶發出提問。
- 重新计算 (recalculation)：包括覆核數字是否計算準確。
- 重新执行 (Reperformance)：检查被审计单位的内部控制是否按照规定的程序执行。
- 觀察 (Observation)：查看公司客戶的一般環境狀況及員工的工作方式及程序。
- 電腦審計輔助工具（CAATs）：可以協助審計人員快速的找出相關的交易資料或是資訊系統軌跡資料(log)上的異常或違規行為。